# Толкіністи
Толкіністи — фандом шанувальників книг Дж. Р. Р. Толкіна; одна з субкультур рольовиків.

## Історія
Вперше толкіністи з'явилися в Америці і Європі в середині 60-х. Тоді народ просто захворів книжками англійського професора, але головними фанатами стали, звичайно, школярі та студенти.
Вважається, що фентезіманія стала способом втечі від реального світу. Західна молодь того часу втомилася від цінностей «суспільства загального благоденства» і природним шляхом втечі з миру зайвого раціоналізму і прагматизму став «Шлях у казку», де життя простіше і зрозуміліше — світ героїв і ворогів, де кожен може стати героєм.
Дослідники вважають, що можна навіть встановити точний час початку толкіноманіі: літо 1965 року, коли американської аудиторії не вистачило мільйонного тиражу «Володаря перснів». Студенти Гарварду обзавелися значками: «Хай живе Фродо!», «Гендальфа — в президенти!» тощо. Це був час, коли навіть в газетах зустрічалися назви статей типу «Ще трохи Мордора!»- і люди це розуміли! У піку толкіноманіі навіть президент США — Рональд Рейгана, спускаючись з борту літака, називає СРСР «Shadowland» і «Land of Mordor» (епітети з книги, згадані саме тому, що вони могли бути зрозумілі населенням США — а ці слова транслювалися на всю країну!).
Можливо і це, і нападки самого Толкієна — в останніх розділах — зумовило настільки різке неприйняття цієї культури радянською владою. Хвиля толкінізмом прокотилася по всьому світу, але в нашу країну проникла тільки наприкінці 80-х.
Повні переклади Толкієна з'явилися вперше в Росії тільки на початку дев'яностих. Саме тоді почали з'являтися в Росії перші толкіністи. Але масовість це явище отримало тільки в середині нашого десятиліття. Тоді тільки деякі ходили на гри в ліс. Під Санкт-Петербургом у Заходском проходили РХІ (Регіональні Хобітські Ігри), учасники яких розбивалися на кілька таборів і жили як хіпі, хто хотів бився, хтось просто відпочивав, не обійшлося і без алкоголю, але дух рольової гри витав всюди.
З іншого боку, серед шанувальників рольових ігор — про них пізніше, зараз же тільки про їх розповіді — існує така думка, що рольові ігри починаються не з Толкієна. У Свого часу в Америці отримали широке поширення так звані рольові ігри, запропоновані населенню в якості методу психологічної реабілітації, але дуже скоро переросли первинний задум, бо через деякий час у надрах масового руху толкієністів народилося історичне рішення провести гру по Толкієну. Лише тоді й почалася гарячка «ролевуха», як їх називають наші гравці.
| Вишивка | Це незавершена стаття про культуру. Ви можете допомогти проєкту, виправивши або дописавши її. |